# 熱帶氣旋命名
本文介绍熱帶氣旋的命名及編號。因為海洋上可能同時出現多個熱帶氣旋，為了減少混亂，當熱帶氣旋達到熱帶風暴的強度時，各氣象機構便會對其作出命名。熱帶氣旋會根據各個區域不同的命名表命名，這些命名表是由世界氣象組織的委員或各區負責預測熱帶氣旋的機構制訂。當熱帶氣旋被除名，新的名字會被選出作替補。

## 命名方法
熱帶氣旋的命名方法在各區有所不同。

### 北大西洋及東北太平洋
在北大西洋及東北太平洋地區，男性和女性的名字會依英文字母排列，交替作為熱帶氣旋的名字。每個風季首個風暴名字的性別也會每年交替。六個命名表會被預先制訂，每個命名表每六年會被使用一次。在大西洋，、和不會被用作名字的起首字母；在東北太平洋，和不會被用作名字的起首字母。這樣，在每個命名表中，大西洋會有21個名字，而東北太平洋則會有24個名字。當熱帶氣旋在某地區造成嚴重破壞，該地區可要求將其除名。然後受影響的地區會提出一個同性別的新的名字作替補（一般會選擇與被除名氣旋相同語言的名字）。
當一個風季內大西洋生成的熱帶風暴超過21個，或東北太平洋生成的熱帶風暴超過24個，命名表的名字會被用盡。之後生成的熱帶風暴會以希臘文字母命名。2005年大西洋颶風季首次出現這個情況。2020年大西洋颶風季再次需要動用希臘字母命名，當中颶風伊塔（Eta）及颶風約塔（Iota）更被除名。由於世界氣象組織規定希臘字母不能除名，以免影響字母表的完整，再加上使用希臘字母名稱造成溝通混亂，故委員會同時決定以後不會再使用希臘字母的名稱。由2021年風季起，若超過21個命名風暴，將從全新的後備名單中提取名稱，而後備名單同樣由21個英文字母開頭的名字組成。

### 北太平洋中部
在北太平洋中部，熱帶氣旋的命名表由位於夏威夷的中太平洋颶風中心負責制訂。四份由夏威夷語名字組成的命名表正在使用。不同於大西洋及東北太平洋，北太平洋中部的風暴命名表不會每年變更。

### 西北太平洋及南中国海
在西北太平洋及南中国海海域（指赤道以北，国际日期变更线以西海域），熱帶氣旋的命名表由世界氣象組織和聯合國亞太經濟社會委員會共同主持的颱風委員會制訂。共有五份命名表分別由14個委員國各提供兩個名字組成，名字會由所提供國家的英文國名順序使用。不同於大西洋及東北太平洋，名称循环使用（即用完140个后名称，回到第一个重新开始）。早在20世紀初至中期，由日本开始，已自行為區內的熱帶氣旋編配一個4位數字編號，編號首2位為年份，後2位為該年順序號。例如0312，即2003年第12號熱帶氣旋。而美國海軍則為整個太平洋內的熱帶低氣壓編配一個兩位數字編號（後來改成兩位數字加上英文字母）。
為減少混亂，日本在1981年獲委託為每個西北太平洋及南海區域內的達到熱帶風暴強度的熱帶氣旋編配一個國際編號，但容許其他地區繼續自行給予編號。自此，在大部分國際發布中，發布機構會把國際編號放在括號內（JTWC除外）。但是，各氣象機構有時對熱帶氣旋的編號會有差別，主要是因為其對熱帶氣旋強度的評估有所不同。例如在2006年風季，中國氣象局曾對一個未被日本氣象廳命名的風暴（中國氣象局的0614）作出編號，因此在餘下的風季，前者的編號都比後者的多出一個。
當熱帶氣旋在某地區造成嚴重破壞，該受害地區可要求將其除名。為該熱帶氣旋起名的台风委员会成员會再提一個名字作替補。例如中國大陸和香港會由市民作出提名，再選出若干優勝名字，提交世界氣象組織確認選擇其中一個名字。
若飓风从北太平洋中部跨过国际日期变更线来到西北太平洋，则称为台风，但仍沿用飓风原本的名字，如颶風多拉。

### 南太平洋及東南印度洋
澳洲氣象局為澳大利亞制訂一個熱帶氣旋命名表，依英文字母順序排列，交替使用男性和女性的名字。斐濟和巴布亞新幾內亞也會為該區提供名字。

### 西南印度洋
世界氣象組織西南印度洋熱帶氣旋委員會（Tropical Cyclone Committee for the South-West Indian Ocean）會為西南印度洋制訂命名表。在2005年10月在博茨瓦納哈博罗内舉行的會議，委員會為2006-07年度和2007-08年度的風季各制訂了一個命名表，由毛里求斯、馬拉維、莫桑比克、納米比亞、塞舌尔、南非、斯威士蘭、津巴布韦、坦桑尼亞、博茨瓦納、科摩罗、萊索托和馬達加斯加提供名字。當熱帶氣旋在東經55度以西達到“中度熱帶風暴”的強度，位於馬達加斯加的熱帶氣旋警告中心就會為該系統命名。當熱帶氣旋在東經55度及東經90度之間達到“中度熱帶風暴”的強度，位於毛里求斯的熱帶氣旋警告中心就會為該系統命名。

### 北印度洋
印度地球科學部的印度氣象局新德里颱風中心命名，而在該地區的熱帶低氣壓的編號都以A/B字母作結。
風暴名字由孟加拉、印度、馬爾地夫、緬甸、阿曼、巴基斯坦、斯里蘭卡、泰國等8個國家提供。

## 除名
如当前被命名的熱帶氣旋对生命或财产造成重大伤亡和损失的。国际气象组织会讨论决定，是否将其从循环名单中删除，再由原来这个名称的国家重新提交新的名称，而提供名字的地區亦可自行要求更換名字。新的名字必須獲國際氣象組織該區域的委員會全體通過。